# Dinotoperla walkeri
Dinotoperla walkeri är en bäcksländeart som beskrevs av Bashford Dean och St. Clair 2006. Dinotoperla walkeri ingår i släktet Dinotoperla och familjen Gripopterygidae. Inga underarter finns listade i Catalogue of Life.